# Pantopipetta armata
Pantopipetta armata là một loài nhện biển trong họ Austrodecidae. Loài này thuộc chi Pantopipetta. Pantopipetta armata được miêu tả khoa học năm 1988 bởi Arnaud & Child.